# Westphalia (Kansas)
Westphalia es una ciudad ubicada en el condado de Anderson el estado estadounidense de Kansas. En el año 2010 tenía una población de 163 habitantes y una densidad poblacional de 326 personas por km².

## Geografía
Westphalia se encuentra ubicada en las coordenadas 38°10′52″N 95°29′27″O / 38.18111, -95.49083 (38.181226, -95.490698).

## Demografía
Según la Oficina del Censo en 2000 los ingresos medios por hogar en la localidad eran de $23,500 y los ingresos medios por familia eran $28,125. Los hombres tenían unos ingresos medios de $24,167 frente a los $13,125 para las mujeres. La renta per cápita para la localidad era de $10,305. Alrededor del 29.2% de la población estaban por debajo del umbral de pobreza.